# Julian (Kalifornia)
Julian – jednostka osadnicza w Stanach Zjednoczonych, w stanie Kalifornia, w hrabstwie San Diego.